# Le Torpt
Le Torpt est une commune française située dans le département de l'Eure, en région Normandie.

## Géographie

### Localisation
Le Torpt est une commune du Nord-Ouest du département de l'Eure. Située dans la région naturelle du Lieuvin, elle appartient au canton de Beuzeville.
|                                     | Boulleville  | Saint-Maclou |
| Beuzeville                          | Torpt        | Fort-Moville |
| La Lande-Saint-Léger (par un angle) | Martainville | Martainville |

### Hydrographie
La commune est située dans le bassin Seine-Normandie. Elle est drainée par le cours d'eau 01 de la commune de la Torpt et le ruisseau des Godeliers,,.

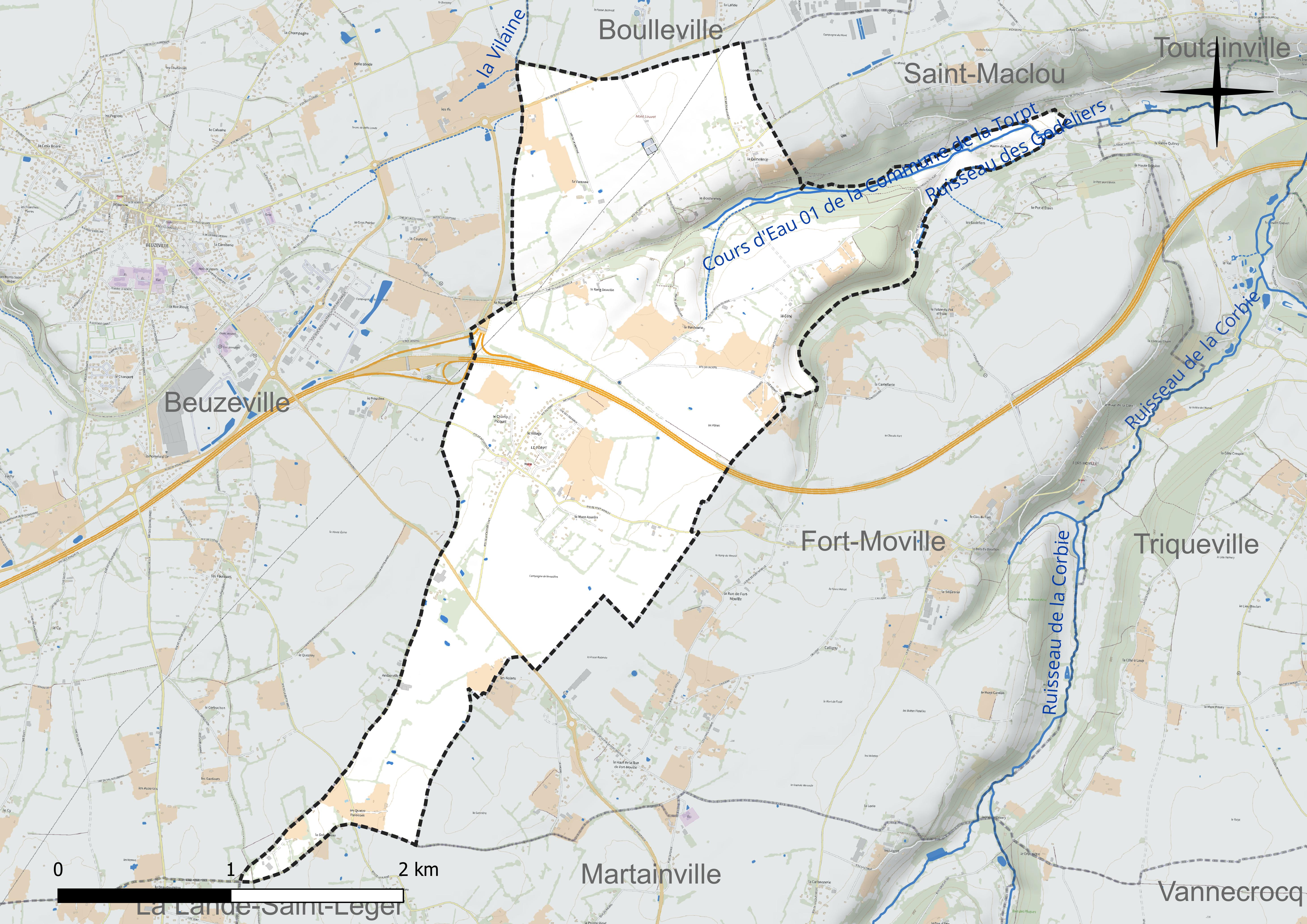
Réseau hydrographique du Torpt.

### Climat
Pour des articles plus généraux, voir Climat de la Normandie et Climat de l'Eure.
En 2010, le climat de la commune est de type climat océanique altéré, selon une étude du CNRS s'appuyant sur une série de données couvrant la période 1971-2000. En 2020, Météo-France publie une typologie des climats de la France métropolitaine dans laquelle la commune est exposée à un climat océanique et est dans la région climatique  Côtes de la Manche orientale, caractérisée par un faible ensoleillement (1 550 h/an) ; forte humidité de l’air (plus de 20 h/jour avec humidité relative > 80 % en hiver), vents forts fréquents. Parallèlement le GIEC normand, un groupe régional d’experts sur le climat, différencie quant à lui, dans une étude de 2020, trois grands types de climats pour la région Normandie, nuancés à une échelle plus fine par les facteurs géographiques locaux. La commune est, selon ce zonage, exposée à un « climat contrasté des collines », correspondant au Pays d’Auge, Lieuvin et Roumois, moins directement soumis aux flux océaniques et connaissant toutefois des précipitations assez marquées en raison des reliefs collinaires qui favorisent leur formation.
Pour la période 1971-2000, la température annuelle moyenne est de 10,4 °C, avec  une amplitude thermique annuelle de 13,2 °C. Le cumul annuel moyen de précipitations est de 954 mm, avec 13,5 jours de précipitations en janvier et 9,1 jours en juillet. Pour la période 1991-2020, la température moyenne annuelle observée sur la station météorologique la plus proche, située sur la commune de Boulleville à 4 km à vol d'oiseau, est de 11,3 °C et le cumul annuel moyen de précipitations est de 851,2 mm,. Pour l'avenir, les paramètres climatiques de la commune estimés pour 2050 selon différents scénarios d’émission de gaz à effet de serre sont consultables sur un site dédié publié par Météo-France en novembre 2022.

## Urbanisme

### Typologie
Au 1er janvier 2024, Le Torpt est catégorisée commune rurale à habitat dispersé, selon la nouvelle grille communale de densité à 7 niveaux définie par l'Insee en 2022.
Elle est située hors unité urbaine. Par ailleurs la commune fait partie de l'aire d'attraction de Beuzeville, dont elle est une commune de la couronne,. Cette aire, qui regroupe 5 communes, est catégorisée dans les aires de moins de 50 000 habitants,.

### Occupation des sols
L'occupation des sols de la commune, telle qu'elle ressort de la base de données européenne d’occupation biophysique des sols Corine Land Cover (CLC), est marquée par l'importance des territoires agricoles (89,9 % en 2018), en diminution par rapport à 1990 (93,9 %). La répartition détaillée en 2018 est la suivante : 
prairies (62,4 %), terres arables (23,3 %), forêts (6,1 %), zones agricoles hétérogènes (4,2 %), zones urbanisées (4 %). L'évolution de l’occupation des sols de la commune et de ses infrastructures peut être observée sur les différentes représentations cartographiques du territoire : la carte de Cassini (XVIIIe siècle), la carte d'état-major (1820-1866) et les cartes ou photos aériennes de l'IGN pour la période actuelle (1950 à aujourd'hui).

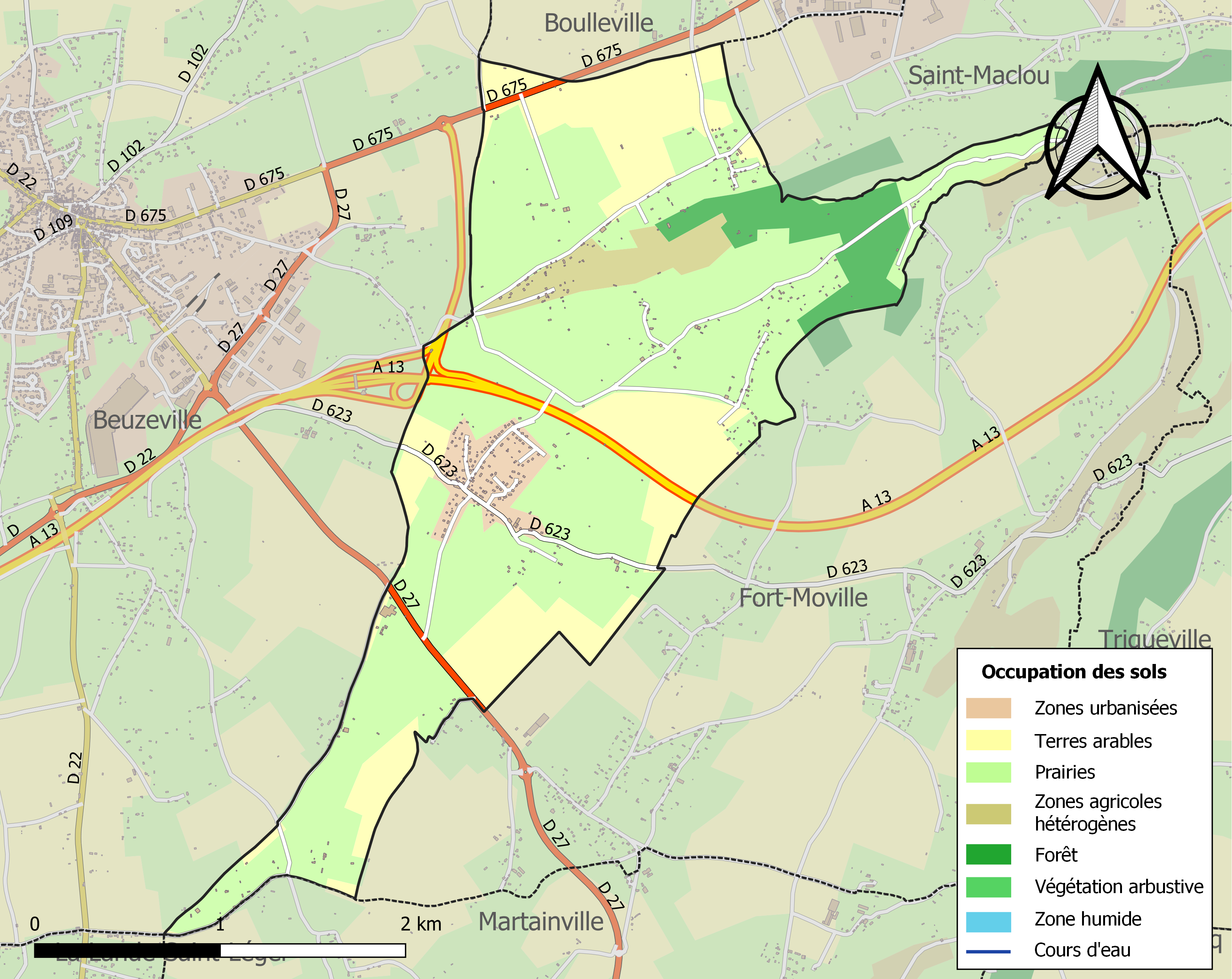
Carte des infrastructures et de l'occupation des sols de la commune en 2018 (CLC).

## Toponymie
Le nom de la localité est attesté sous les formes Tort en 1404 (cartulaire du Bec), le Trop en 1449 (la métathèse de [r] est sans doute une cacographie pour *le Torp dans ce cas), Torp en 1559 (La Roque), Notre Dame du Torp en 1566 (archives nationales), Le Tort en 1631 (Tassin, Plans et profilz), Le Torpt-en-Lieuvin en 1828 (Louis Du Bois).
Il s'agit d'un appellatif toponymique issu du vieux norrois Thorp « hameau, village », comprendre þorp (substantif neutre). En Normandie, il a dû prendre le sens de « ferme (isolée), groupe de ferme (isolées) » qui est celui du norvégien torp aujourd'hui.
Homonymie avec l'ancien prieuré du Torps, isolé en forêt de Brotonne, les différents Torps, Torp, Tourps, Tourp et -tour. cf. Torp à Villers-Canivet (Calvados), Le Torp-Mesnil (Seine-Maritime), Clitourps ou Saussetour (anciennement Sauxetorp) à Fresville (Manche), etc.
Le -t final graphique est lié à une confusion récente avec les toponymes en -tot,  fréquents dans les environs cf. Valletot, Colletot, etc. Ce dernier est issu du norrois topt, toft.

## Politique et administration
| Période                                  | Période  | Identité           | Étiquette | Qualité     |
| ---------------------------------------- | -------- | ------------------ | --------- | ----------- |
| mars 2001                                | En cours | Francis Delabrière | DVD       | Agriculteur |
| Les données manquantes sont à compléter. |          |                    |           |             |

## Population et société

### Démographie
L'évolution du nombre d'habitants est connue à travers les recensements de la population effectués dans la commune depuis 1793. Pour les communes de moins de 10 000 habitants, une enquête de recensement portant sur toute la population est réalisée tous les cinq ans, les populations de référence des années intermédiaires étant quant à elles estimées par interpolation ou extrapolation. Pour la commune, le premier recensement exhaustif entrant dans le cadre du nouveau dispositif a été réalisé en 2007.

En 2022, la commune comptait 460 habitants, en évolution de +5,5 % par rapport à 2016 (Eure : −0,25 %, France hors Mayotte : +2,11 %).
| 1793 | 1800 | 1806 | 1821 | 1831 | 1836 | 1841 | 1846 | 1851 |
| ---- | ---- | ---- | ---- | ---- | ---- | ---- | ---- | ---- |
| 502  | 518  | 525  | 530  | 512  | 510  | 500  | 480  | 462  |

| 1856 | 1861 | 1866 | 1872 | 1876 | 1881 | 1886 | 1891 | 1896 |
| ---- | ---- | ---- | ---- | ---- | ---- | ---- | ---- | ---- |
| 420  | 388  | 340  | 362  | 330  | 325  | 318  | 336  | 312  |

| 1901 | 1906 | 1911 | 1921 | 1926 | 1931 | 1936 | 1946 | 1954 |
| ---- | ---- | ---- | ---- | ---- | ---- | ---- | ---- | ---- |
| 306  | 315  | 302  | 278  | 271  | 225  | 213  | 208  | 212  |

| 1962 | 1968 | 1975 | 1982 | 1990 | 1999 | 2006 | 2007 | 2012 |
| ---- | ---- | ---- | ---- | ---- | ---- | ---- | ---- | ---- |
| 224  | 201  | 194  | 206  | 213  | 267  | 288  | 291  | 379  |

| 2017 | 2022 | - | - | - | - | - | - | - |
| ---- | ---- | - | - | - | - | - | - | - |
| 443  | 460  | - | - | - | - | - | - | - |

## Culture locale et patrimoine

### Lieux et monuments
Le Torpt compte quelques édifices inscrits à l'inventaire général du patrimoine culturel :
- l'église Notre-Dame (XIIe, XIIIe, XIVe, XVe et XVIe)[24] ;
- un château des XVIe, XVIIe, XIXe et XXe au lieu-dit le Bostenney[25] ;
- un moulin à blé, dit moulin du bois (XVIIIe) au lieu-dit les Godeliers[26] ;
- une briqueterie des XIXe et XXe siècles[27] ;
- une grange aux dîmes datant de 1778[28] ;
- trois fermes : la première du XIXe siècle au lieu-dit les Quatre Paroisses[29], la deuxième des XVIIe et XIXe siècles au lieu-dit les Hêtres[30] et la troisième des XIXe et XXe siècles au lieu-dit la Bardourie[31].

Église paroissiale
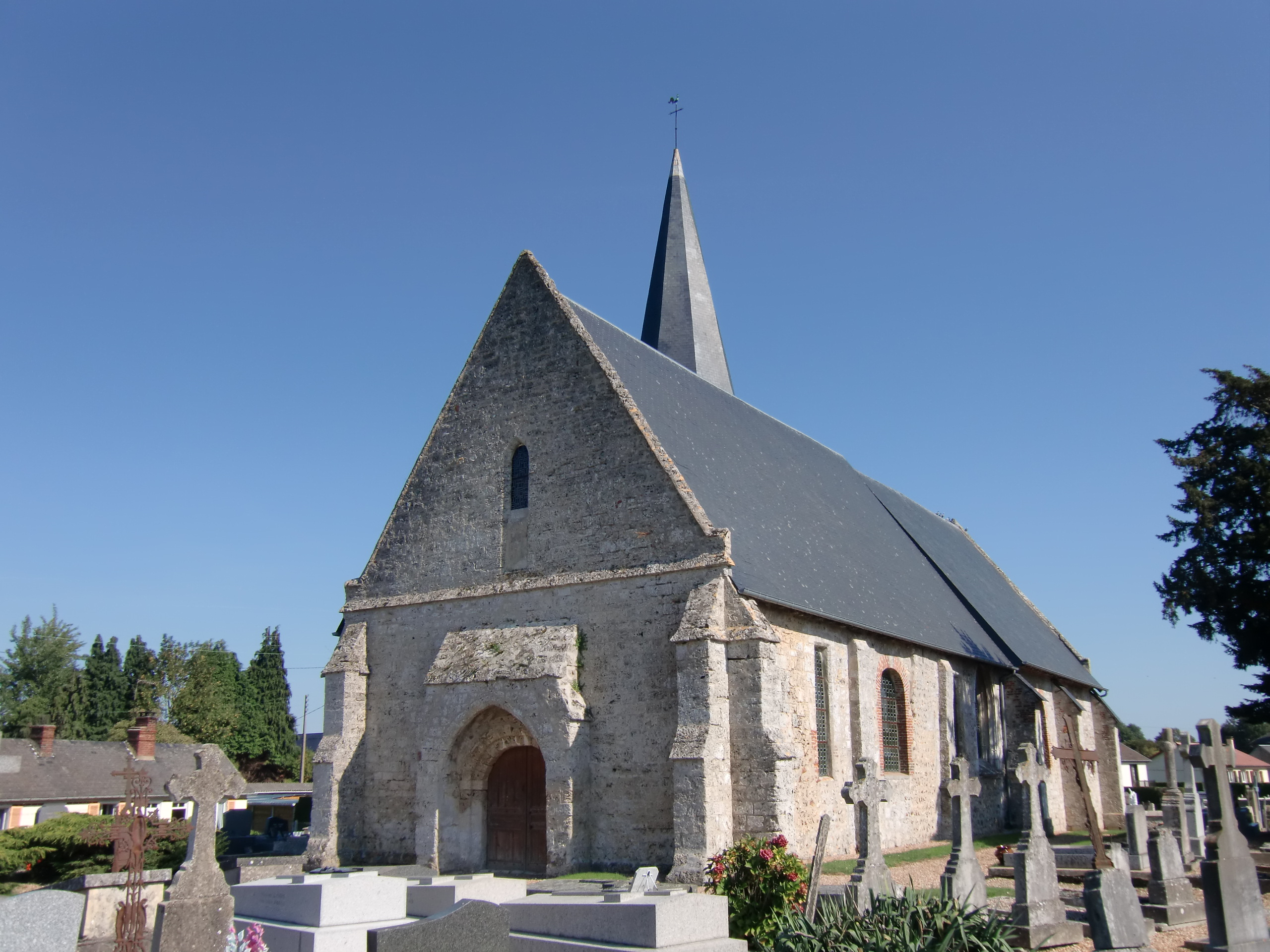
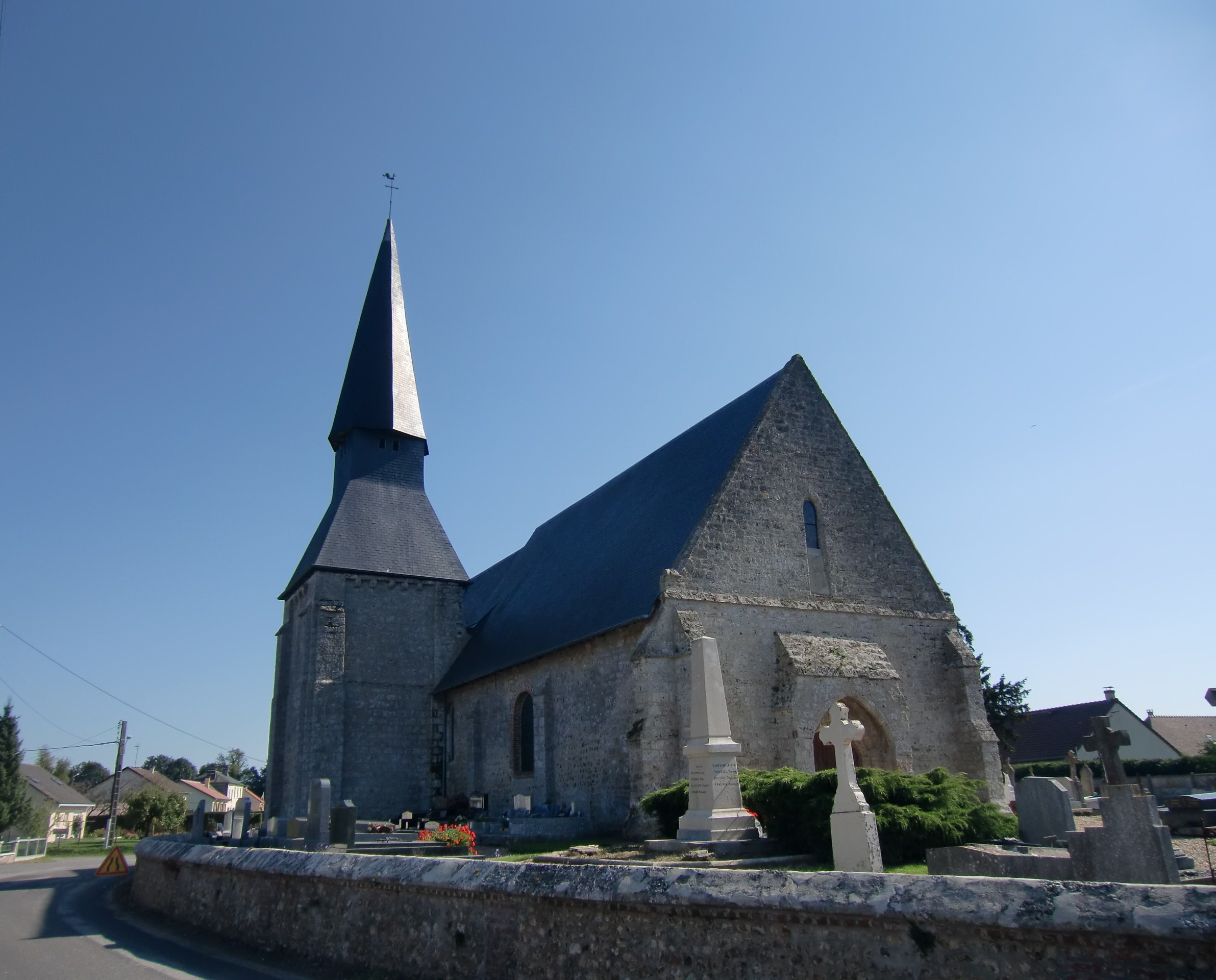

### Patrimoine naturel

#### Natura 2000
- Corbie[32].

#### ZNIEFF de type 2
- La basse vallée de la Risle et les vallées conséquentes de Pont-Audemer à la Seine[33].